# 13 Hours by Air
13 Hours by Air é um filme estadunidense de 1936, do gênero drama de ação, dirigido por Mitchell Leisen e estrelado por Fred MacMurray e Joan Bennett. O filme prenuncia sucessos posteriores, como Aeroporto (1970), pois foi o primeiro a mostrar um sequestro de avião.

## Sinopse
Às vésperas de sair de férias, o mulherengo piloto Jack Gordon tem de fazer um voo entre Nova Iorque e São Francisco, que naquela época demorava treze horas. Entre os passageiros, encontram-se Felice Rollins, por quem Jack tem uma queda; o doutor James Evarts, que pode ser um farsante; Waldemar Pitt III, uma criança, acompanhado da governanta Senhorita Harkins; o misterioso Curtis Palmer; e Gregorie Stephani, um aristocrata com uma arma e que parece conhecer bem Felice. Enquanto lá fora, uma nevasca não dá trégua, Jack e o copiloto Freddie Scott enfrentam ladrões de joias e um sequestro, além de terem de ensinar Felice a pilotar a aeronave.

## Elenco
| Ator/Atriz      | Personagem              |
| --------------- | ----------------------- |
| Fred MacMurray  | Jack Gordon             |
| Joan Bennett    | Felice Rollins          |
| ZaSu Pitts      | Srta. Harkins           |
| Alan Baxter     | Curtis Palmer           |
| Fred Keating    | Conde Gregorie Stephani |
| Brian Donlevy   | Dr. James Evarts        |
| John Howard     | Freddie Scott           |
| Adrienne Marden | Ann McKenna             |
| Ruth Donnelly   | Vi Johnson              |
| Benny Bartlett  | Waldemar Pitt III       |
| Dean Jagger     | Hap Waller              |
| Jack Mulhall    | Horance Lander          |